# Ceropegia taprobanica
Ceropegia taprobanica är en oleanderväxtart som beskrevs av H. Huber. Ceropegia taprobanica ingår i släktet Ceropegia och familjen oleanderväxter. Inga underarter finns listade i Catalogue of Life.